# 직무간 훈련
업무 및 산업현장 또는 기업교육등에서 직무간 훈련(영어: On the Job Training, 직장내 훈련, 현장 훈련)은 직무 중에 이루어지는 교육훈련이다. 현업에서는 흔히 OJT라고 줄여 부른다.
직무 이외의 시간 또는 장소에서 이루어지는 직무외 훈련(Off-JT)과는 반대의 개념이다.
일손 부족과 임금 급등의 시대에서 기업은 교육 훈련에 힘을 기울여 종업원의 가일층의 능력 개발에 노력하는데, 특히 최근에는 현장 훈련이 중시되고 있다. 종업원의 교육 훈련에는 OJT 외에 강의나 세미나에의 참가하거나 롤 플레잉(역할 연기법) 등의 현장 외 훈련이 있는데, 직장은 그야말로 최상의 교실로 일을 하면서 교육한다고 하는 견해가 강해졌다. 특히 미국의 기업에서는 이전부터 OJT 방식의 웨이트가 압도적으로 강하여 신입사원의 훈련과 같은 때도 입사 직후에 본격적으로 배속시켜 거기에서 OJT를 실시하는 경우가 많다.

## 역사
현장 훈련은 세계에서 가장 초기의 훈련 형태 중 하나이며, 장인이 젊은 견습생을 맡아 업무를 소개하고 그들이 스스로 장인이 되기 위해 필요한 기술을 교육한다. 현장 교육 방법은 석공이 견습생에게 건설 방법을 가르쳤던 기원전 2400년부터 시작되었다. 왜냐하면 모든 사람이 글을 읽을 줄 아는 것은 아니었고 새로운 직업에 필요한 요구 사항을 한 번에 이해할 수 있는 가장 편리한 방법이었기 때문이다. 고대에는 대부분의 사람들이 수행하는 작업이 추상적인 사고나 학문적 교육에 의존하지 않았다. 생존에 필요한 기술을 알고 있는 부모나 지역사회 구성원은 직접 교육을 통해 아이들에게 지식을 전수했다. 이 방법은 오늘날에도 여전히 널리 사용되고 있다. 작업을 수행하는 방법을 알고 도구를 사용하여 작업을 완료하는 사람만 필요하기 때문에 자주 사용된다. 수년에 걸쳐 사회가 성장함에 따라 직업 훈련의 인기가 줄어들었다. 많은 기업이 시뮬레이션 교육을 수행하고 교육 가이드를 사용하는 방식으로 전환했다. 이제 기업은 이미 경험이 풍부하고 필요한 기술을 갖춘 직원을 고용하는 것을 선호한다. 하지만 여전히 현장교육이 직원들에게 가장 좋다고 생각하는 기업이 많다.
일부 기업에서는 현장 훈련을 인력의 필수 측면으로 보지 않지만, 1962년 경제 과학자인 게리 베커(Gary Becker)는 현장 훈련을 기존 학교 교육과 유사한 투자로 언급했다(Becker, 1962). 현장 훈련은 소득에 미치는 영향은 다르지만 사람들의 신체적, 정신적 능력을 향상시키고 실질 소득 전망을 높이기 때문에 학교와 같은 투자로 간주되었다. 이것이 직업을 얻는 능력이든, 아니면 인력의 더욱 중요한 부분이 되기 위해 자신의 기술을 향상시키는 능력이든 상관없다. 또한 현장 훈련의 초기 형태 중 하나는 5세기에서 15세기 사이의 중세 시대로 거슬러 올라간다. 이 기간 동안 견습제도는 "산업화 이전 사회의 남성과 여성이 전문 장인이 되기 위해 필요한 기술을 습득"하는 시스템이었다(Goddard, 2002). 견습 계약은 일반적으로 6년 동안 지속되었다. 12세의 어린 소녀와 14세의 어린 소년은 일을 하면서 장인이 되기 위해 필요한 훈련과 실무 경험을 얻는다(Goddard, 2002).

## 심리학
관찰 학습의 개념은 앨버타 반두라(Albert Bandura)에 의해 도입되었다. 그의 사회 인지 이론에서 반두라는 사람들이 다른 사람을 관찰함으로써 가장 잘 학습한다고 믿는다. 그의 이론에 따르면, 사람들은 먼저 주변 사람들에게 주의를 기울이고, 관찰한 것을 기억하고, 그것을 재현하려고 노력해야 한다. 반두라의 이론은 신입사원이 트레이너가 작업을 완료하는 것을 먼저 관찰한 후 스스로 작업을 수행하려고 시도하는 현장 교육 측면에서 구현된다. 일정 시간 동안 관찰한 후에는 일반적으로 관찰한 행동을 모방한다. 이는 신입 직원이 스스로 업무를 수행할 수 있을 때까지 필요한 경우 현장 교육이 실시되는 방식이다.
앨버타 반두라의 사회 인지 이론은 "동기 부여, 학습 및 자기 규제에 대한 사회적 환경의 중요한 역할을 강조하는 인간 기능에 대한 심리학적 관점"이다(Schunk & Dibenetto, 2020). 반두라의 초기 사회 학습 이론은 관찰 또는 대리 학습의 중요성을 크게 강조했다. 반두라는 관찰 학습이 일어나기 위해서는 개인이 모델을 따르고, 모델이 수행한 내용을 유지하고, 모델링된 행동을 재현하고, 그렇게 할 동기가 있어야 한다고 제안했다. 동기 부여는 이 이론의 필수적인 측면이다. 반두라는 "동기 부여는 목표 지향적 행동에서 명백하게 나타나는 내부 프로세스로 구성된다"라고 제안했다(Schunk & Dibenetto, 2020). 이는 개인이 모델링된 행동을 유지하려면 직장에서 목표를 달성하려는 동기와 같은 동기가 있어야 함을 시사한다.

## 현장 실습
OJT는 부서간 업무의 교류나  또는 직무상 라이프사이클이나 물리적인 기계와 같은 것과 관련된 사용연한을 고려한 다양한 프로젝트를 위해 유연하면서도 적합한 방법으로 인식되어왔으며 사전훈련의 성격도 갖고있기에 업무수행능력평가를 위해서도 필수적인 방법으로 인식되고 있다.
한편 인턴쉽등과 같은 제도는 도제 등에서 보여지듯이 오랜 역사를 가진 사전적으로 행해지는 업무수행의 의미로서 OJT 성격을 갖는다고 볼 수 있으며 이러한 맥락에서 현장실습도 근래에 들어서는 OJT에대한 광의의 의미에 포함되는것으로 다루는 경향이 있다.

## 직무훈련 계획
직업은 인적 자본에 대한 투자의 한 형태이다. 효율적으로 실행하려면 좋은 현장 교육 계획이 필요하다. 회사의 초기 비용은 교육에 소요된 시간과 교육생 시간, 장비 등 사용된 자원이다. 교육 계획이 잘 실행되면 회사의 투자 수익이 즉시 발생하고 결과적으로 생산성이 향상된다. 현장 교육은 직무 설명의 요구 사항을 기반으로 하며 각 회사마다 다르다. 모든 회사는 고유하며 교육 프로그램을 만들 때 고유한 접근 방식이 필요하다. 교육 계획의 핵심 요소는 근무 시간, 마감일, 평가 등의 측정 기준이다. 또 다른 핵심 요소는 프로젝트에 배정된 트레이너나 코치를 선택하는 것이다. 계획이 효과적이려면 지식이 풍부한 코치, 동료, 교육 공급업체 또는 우수한 리더십 기술을 갖춘 관리자가 교육을 수행해야 한다.
연구에 따르면 관리자에게 신입 직원 교육 방법을 가르치는 데 투자하는 회사가 더 성공적이라는 사실이 밝혀졌다. 그들은 자신의 신념을 명확하게 표현하여 직원들에게 자신의 아이디어를 강화할 수 있다. 기업 문화에 대한 지식과 이해가 있으면 신입사원에게 요구되는 것이 무엇인지에 대한 완벽한 예가 된다. 관리자를 활용하여 직원을 교육하는 것은 직원이 일상적인 업무에서 수행할 실제 작업에 교육을 연결할 수 있기 때문에 효과적인 현장 교육 전략이다.
동료를 교육하기 위해 직원을 교육하는 것은 회사의 문화, 강점 및 약점을 잘 알고 있기 때문에 또 다른 효과적인 전략이다. 또한 신입사원이 팀에 대해 더 쉽게 알 수 있도록 해준다. 경험이 풍부한 직원은 트레이너(비즈니스)를 위한 최고의 선택이다.
효과적인 현장 교육 프로그램을 개발하고 구현하기 위한 일부 지침에는 다음이 포함되지만 이에 국한되지는 않는다.
- 회사의 요구 사항을 이해한다.
- 직원에게 필요한 기술과 지식을 식별한다.
- 교육 대상 직원을 선택할 때 포용성.
- 평가
- 각 훈련생을 평가하면 훈련의 효율성이 결정되어 성과가 향상된다.
- 후속 조치.
- 피드백은 직원이 얼마나 많은 교육을 유지하고 활용하고 있는지 결정하는 데 도움이 된다.

## 장단점
현장 훈련에는 장점과 단점이 모두 있다. 어떤 유형의 교육이 가장 유익한지 결정하기 전에 기업은 교육 방법의 장점보다 단점이 더 많은지 따져볼 필요가 있다. 그렇다면 현장 교육을 중단하고 더 나은 옵션을 찾아야 한다.

### 장점
현장 교육은 고용주와 직원 모두에게 유익하다. 고용주 입장에서는 회사에 적합한 숙련된 직원을 좁혀서 준비시키기 때문에 유리하다. 교육 과정이 끝나면 회사의 가치, 전략 및 목표가 소개되어 직원의 비즈니스 충성도가 높아진다. 직무 교육을 받은 직원은 직무 설명에 명시된 업무보다 더 많은 영역을 다룰 수 있기 때문에 회사의 중요한 자산이다. 현장 교육은 업무에 필요한 최소한의 수준을 넘어서는 문화를 조성하고 작업 과정의 일부로 지속적인 교육을 허용한다. 결과적으로, 중단 없는 생산 프로세스는 오프사이트 교육을 위한 초기 투자의 필요성을 배제할 때 회사의 이익을 증가시킨다. 현장 교육은 비용 효율적이다.
직원의 경우, 현장 교육은 적시에 자신의 업무 분야 내에서 새로운 기술이나 자격을 배울 수 있다는 점에서 유익하다. 현장 교육 중에는 시뮬레이션 학습 과정이 아닌 실제 생산 과정에 참여하게 된다. 새로운 팀원은 현장 교육의 첫 번째 단계에서 팀과 회사의 가치를 소개받는다. 현장 교육은 조직 내에서 더 많은 성장 기회를 제공한다.

### 단점
신입사원이 필요한 기술을 갖추지 못한 경우 현장 교육은 회사에 불이익이 될 수 있다. 이로 인해 교육을 완료하는 데 더 많은 시간이 필요하고 교육 기간 동안 교육자와 자료를 생산하지 않기 때문에 회사에 더 많은 비용이 소요된다. 현장 교육은 정규 근무일에 방해가 되어 생산성에 영향을 줄 수 있는 경우가 많다. 직원에게 안전 기능을 소개하지 않고 작업 현장에 들어가기 전에 안전 예방 조치를 교육하지 않으면 현장 교육이 실제 업무 및 기계 작업에 가장 많이 사용되므로 부상이 발생할 수 있다. 이러한 문제로 인해 회사는 소송을 당하거나 자산 손실을 입을 수 있다. 마지막으로 현장 교육이 성급하게 진행되는 경우가 많아 생산성에 부정적인 영향을 미칠 수 있다.

## 같이 보기
- 레지던트